# Tokyo Ballistic War - 1
Tokyo Ballistic War Vol.1 - Cyborg High School Girl VS. Cyborg Beautiful Athletes (歳以上限定]東京爆裂戦争　サイボーグ女子高生対美少女サイボーグアスリート軍団 上巻) es una película japonesa, del 11 de diciembre de 2009, producida por Zen Pictures. Es una película del género tokusatsu, de acción y aventuras, con artes marciales, dirigido por Eiji Kamikura.
El idioma es en japonés, pero también está disponible con subtítulos en inglés, en DVD o descargable por internet.

## Saga[2]
- Tokyo Ballistic War - 1 - Cyborg High School Girl VS. Cyborg Beautiful Athletes (2009)
- Tokyo Ballistic War - 2 - Cyborg High School Girl VS. Cyborg Beautiful Athletes (2010)
- Tokyo Ballistic War Ⅱ. Crazy Cyborg Maiden (2013)

## Argumento
La historia tiene lugar en un mundo ligeramente diferente al nuestro. La nación formada por la República Unida del Gran Japón, se ha vuelto la más poderosa del mundo. En esta nación se han fomentado la creación de fenomenales atletas capaces de lograr grandes records mundiales y de ganar en todos lo deportes.
Promovido por la presión de otras naciones rivales, la organización JSA, que es la que se encarga de la supervisión de los acontecimientos deportivos, ha creado los “Athlete-roid” que son androides cibernéticos femeninos específicamente diseñados para cada deporte. Koumoto, es director de la industria pesada de Gran Japón y planea dominar el mundo creando una armada invencible de robots con los modelos “Athlete-roid”.
Ai Asaoka y Megumi Asaoka son dos valerosas amigas estudiantes de secundaria que deciden alistarse en la lucha y exterminio de estos androides. Ellas tienen un arma especial. Se trata de unos puños de acero capaces de golpear como misiles.